# Вулиця Іллі Стамболі (Мелітополь)
Вулиця Іллі Стамболі — вулиця у Мелітополі. Вулиця починається від Гетьманської вулиці, йде на південь і закінчується перехрестям з Південним провулком. Здебільшого забудована приватними будинками.

## Назва
Вулиця названа на честь Іллі Стамболі — мелітопольського підприємця і мецената, який створив у Мелітополі літній сад, зимовий театр і перший у місті кінотеатр.

## Історія
Перша відома згадка вулиці датується 14 лютого 1897 року під назвою Петровська. 25 жовтня 1921 року перейменована на вулицю Петровського. З 29 жовтня 1957 року по 21 лютого 1958 року носила назву Заводська, потім — знову Петровського. В 2016 році в ході декомунізації перейменована на честь Іллі Стамболі.